# Histiotus macrotus
Histiotus macrotus is een zoogdier uit de familie van de gladneuzen (Vespertilionidae). De wetenschappelijke naam van de soort werd voor het eerst geldig gepubliceerd door Poeppig in 1835.

## Voorkomen
De soort komt voor in Chili en Argentinië.